# Libor Capalini
Libor Capalini (n. 30 ianuarie 1973, Hořovice⁠(d), Boemia Centrală, Cehia) este un sportiv ce a reprezentat Cehia, medaliat olimpic. A participat la o ediție a Jocurilor Olimpice (2004) în care a câștigat o medalie de bronz.

## Participări
Lista de mai jos prezintă principalele competiții la care a participat Libor Capalini de-a lungul carierei.
- modern pentathlon at the 2004 Summer Olympics – men's[*]